# Сидоренково (Харьковская область)
Сидоре́нково (укр. Сидоренкове) — село,
Сидоренковский сельский совет,
Валковский район,
Харьковская область, Украина.
Код КОАТУУ — 6321287001. Население по переписи 2001 г. составляет 804 (385/419 м/ж) человека.
Является административным центром Сидоре́нковского сельского совета, в который, кроме того, входят сёла
Завгороднее,
Майдан,
Мозолевка,
Очеретово и
Шелудьково.

## Географическое положение
Село Сидоренково находится возле балки Лазарева в урочище Скотоватое по дну которого протекает пересыхающий ручей на котором сделано несколько запруд, ручей через 3 км впадает в реку Чутовка, примыкает к селу Завгороднее.

## История
- 1650 — дата основания.

## Экономика
- В селе есть молочно-товарная и птице-товарная фермы, машинно-тракторные мастерские.
- «ОМБІЛІК-АГРО», ООО.
- Сидоренковское потребительское общество.
- КСП «ЗАПОВИТЫ ИЛЬИЧА», зерно, свекла, молоко.

## Объекты социальной сферы
- Сидоренковский детский сад.
- Школа.
- Спортивная площадка.
- Отделение Валковской центральной районной больницы.

## Достопримечательности
- Ветровая мельница в Сидоренково[1][2]
- Энтомологический заказник местного значения «Каницевский». Площадь 5,0 га. Находится селе Сидоренково на южном степном склоне балки. Тут растет ковыль, гиацинт, сон-трава, щавель, ломинис целолистный, живёт приблизительно 100 видов и групп полезных насекомых, ценных для науки.
- Братская могила советских воинов. Похоронено 134 чел.
- Памятный знак Богачёву В. Г. — танкисту, Герою Советского Союза.
- Памятный знак воинам-односельчанам.
- Храм апостола Андрея Первозванного[3].